# Bentheim-Lingen
Bentheim-Lingen fou una branca o línia dels comtes de Bentheim formada per divisió de la línia Bentheim-Tecklenburg (l'antic comtat de Tecklemburg) a la mort d'Otó VII (1450); el seu fill gran Nicolau III va rebre Tecklenburg i el segon, Otó, va rebre Lingen.
Lingen va passar a Tecklenburg vers 1401 en temps de Nicolau II. De fet la partició en línies no fou efectiva fins al 1493. Nicolau IV va residir al castell de Lingen fins al 1541. En aquest any va passar a Conrad de Tecklenburg, que governava a Bentheim-Tecklenburg des de 1526; Conrad va dirigir la Reforma el 1543. El 1547 fou derrotada la Lliga de Esmacalda i els imperials van ocupar el comtat que l'emperador Carles V va cedir a Maximilià d'Egmont, comte de Buren, amb el que Lingen va tornar a ser catòlica. Maximilià, casat (1531) amb Francesca de Lannoy, va morir de malaltia el 1548 i el va succeir la seva única filla Anna d'Egmont que el 1578 es va casar amb el príncep Guillem I d'Orange-Nassau, al que va aportar el comtat que així va entrar a la Unió d'Utrecht. El setembre de 1593, durant la Guerra dels Vuitanta Anys, els Habsburg espanyols van conquistar Lingen però el príncep Maurici d'Orange-Nassau la va recuperar el 1597 i Lingen va ser calvinista. El 1605, el fort va ser capturat pels espanyols manats per Ambrosi Spinola i recatolitzada. Lingen va ser durant el govern dels espanyols, una ciutat important i una fortalesa al riu Ems. La guarnició de Lingen tenia una dotació de 2.000 efectius. L'11 de febrer de 1624 la guarnició de Lingen va avançar pels pantans gelats a Hesepe i Haren en el marc de l'atac del comandant Lucas Cairo contra Ter Apel, a la província de Groninga. Després d'intensos combats, els espanyols van ser rebutjats cap a Meppen. Després de la pèrdua de la fortalesa i l'Oldenzaal Wesel el 1630 els espanyols es van retirar de Lingen i des de totes les posicions alemanyes al nord de la part posterior del Rin, i ja no van tornar. La fortalesa de Lingen fou arrasada el 1632 Lingen i va quedar en mans de Frederic Enric d'Orange-Nassau (1625-1647) germà de Maurici d'Orange-Nassau (1618-1625).
El 1702 va passar a Prússia fins al 1809 quan fou incroporat al gran ducat de Berg; va retornar a Prússia el 1813 però el 1815 el congrés de Viena va assignar la zona al regne de Hannover el qual, el 1866, fou annexionat per Prússia.

## Bentheim-Lingen
- Otó 1450-1508
- Nicolau IV 1508-1541
- Conrad de Tecklenburg 1541-1547 (+1557)
- Maximilià d'Egmont 1547-1548 (comte de Buren)
- Anna d'Egmont 1548-1555 (+ 1558) (comtessa de Buren)
- Als Habsburg d'Espanya 1555-1578
- Al príncep Guillem I d'Orange-Nassau 1578-1584
- Felip Guillem d'Orange-Nassau 1584-1593
- Als Habsburg d'Espanya 1593-1597
- Maurici d'Orange-Nassau 1597
- Felip Guillem d'Orange-Nassau 1597-1605 (germà)
- Als Habsburg d'Espanya 1605-1632
- Als Països Baixos 1632-1702
- A Prússia 1702-1809
- Al Gran Ducat de Berg 1809-1813
- A Prussia 1813-1815
- Al regne de Hannover 1815-1866
- A Prússia 1866